# Mitama
Mitama (jap. 御魂 oder 御霊, dt. etwa: „Ehrenwerte Seele“) ist ein esoterisches Konzept im Shintō und bezeichnet den Geist oder die Seele eines Kami. In der Regel wird in Shintō-Schreinen nur das mitama eines Kami angebetet und verehrt, nicht der Kami selbst. 
Mi- ist ein Honorativpräfix und indiziert die Zugehörigkeit des tama bzw. tamashii (魂, vgl. auch Yamato-damashii) zu einem Kami. Tama wiederum ist nicht identisch mit dem christlichen Konzept der Seele, es ist darüber hinaus ein Konzept, das wesentlich älter als der Shintō selbst ist. Tama kann grundsätzlich jedem Objekt der Welt zukommen, wenn auch nicht jedes zu einem mitama werden kann.
Der britische Japanologe W. G. Aston (1841–1911) verglich das mitama mit der jüdischen Schechinah .

## Teile
Tama bzw. mitama werden in verschiedenen Konzepten aus mehreren Teilen gebildet gesehen. 
Ein populärer Ansatz besagt, dass ein Teil des mitama das kuni-mitama ist, das die unbewussten Bewegungen des Körpers steuert und mit der Empfängnis beginnt zu existieren. Der andere Teil ist das wake-mitama, das tama der Eltern, deren Eintritt in den Körper das tama des Kindes vervollständigt und sich beim Tod wieder von diesem löst.

## Aspekte
Nach dem Ichirei-shikon-Konzept (一霊四魂, „ein Geist, vier Seelen“) besteht bei jedem Kami und jedem Menschen ein Geist (ichi rei) aus vier Seelen/Tama (shikon): 
- ara-mitama (荒御霊 bzw. 荒御魂; Wildheit, Rohheit, Wüten, Böses zerstörend, Gutes aufbauend, Herrschaft qua Autorität)
- nigi-mitama (和御霊 bzw. 和御魂; Milde, Ruhe, Frieden, Edel, Harmonie und Einigkeit herstellend)
- saki-mitama bzw. sachi-mitama (幸御霊 bzw. 幸御魂; Fröhlichkeit, Aufblühen, sowohl Segen verteilend als auch Liebe und Schöpfung schenkend)
- kushi-mitama bzw. kushibi-mitama (奇御霊 bzw. 奇御魂; Wundersamkeit, Verborgenheit und Hässlichkeit, Weisheit, Erfindung und Entdeckung, geheimnisvolle Verwandlungen bewirkend)

Die genaue Bestimmung ihrer Bedeutungen und Beziehungen zueinander sind sehr kompliziert und hängen stark von verschiedenen Lehrmeinungen ab. 
Ein Kami kann gleichzeitig ein Aspekt des mitama eines anderen Kami sein (so ist dem Nihongi zufolge Ō-mono-nushi saki-mitama und kushi-mitama von Ō-kuni-nushi) bzw. wie ein eigenständiger Kami verehrt werden. Seit der Meiji-Zeit wurde allerdings kein neuer Schrein zur Verehrung eines einzelnen Aspektes mehr errichtet.

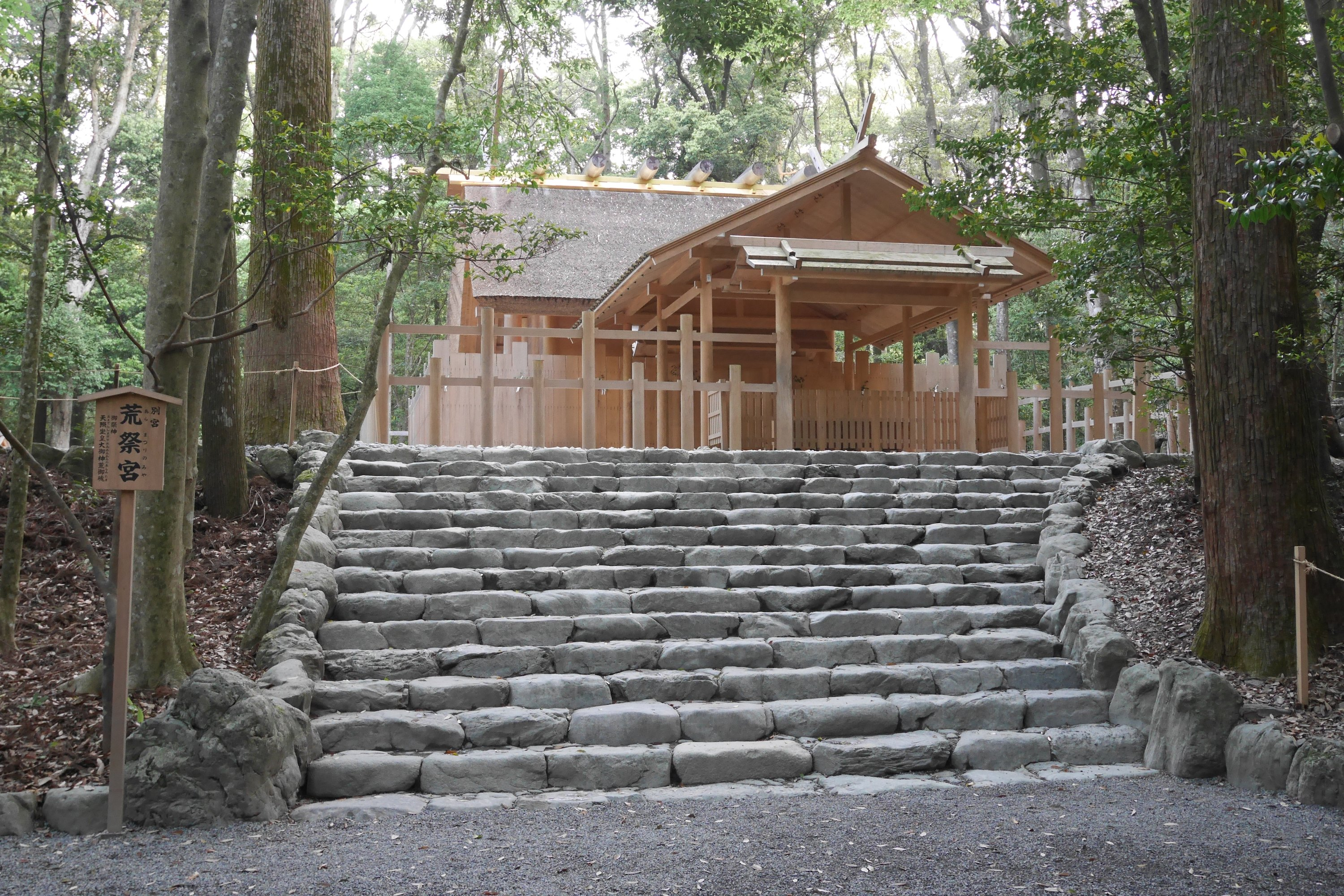
Der Ara-matsuri-no-miya im Ise-jingū

Die Aspekte können auch voneinander getrennt, und in verschiedenen Orten und shintai (manchmal sogar mehrfach) aufbewahrt werden. So gibt es z. B. im Ise-jingū einen Neben-Schrein (bessha oder betsugu) namens Ara-matsuri-no-miya für das ara-mitama von Amaterasu. Im Atsuta-jingū steht ein sessha, der Ichi-no-misaki-jinja, für Amaterasus ara-mitama und ein massha, der Toosu-no-yashiro, für ihr nigi-mitama. 
Einer Legende nach wurde Jingū-kōgō bei ihrem Feldzug nach Korea von den ara-mitama der Sumiyoshi-no-kami begleitet, während die nigi-mitama in Japan blieben. Eine andere Version dieser Legende besagt, dass die ara-mitama die Armee schützten, während die nigi-mitama die Kaiserin-Gemahlin selbst schützten.